# Repnik
Repnik es un pueblo de la municipalidad de Banovići, en el cantón de Tuzla, Bosnia y Herzegovina.

## Superficie
Posee una superficie de 55,59 kilómetros cuadrados.

## Demografía
Hasta 2013 la población era de 2309 habitantes, con una densidad de población de 41,5 habitantes por kilómetro cuadrado.